# Siquirres
Siquirres es el distrito primero y ciudad cabecera del cantón de Siquirres, en la provincia de Limón, de Costa Rica.

## Toponimia
El nombre Siquirres se deriva del palabra nativa rojizo coloreado. 

## Historia
Siquirres fue creado el 19 de septiembre de 1911 por medio de Ley 11.

## Ubicación
Siquirres se encuentra a 111 km de la capital de Costa Rica la Ciudad de San José.

## Geografía
Siquirres cuenta con un área de 184,21 km² y una altitud media de 62 m s. n. m.

## Demografía
Para el año 2022, Siquirres cuenta con una población estimada de 29 644 habitantes, y para el último censo efectuado, en 2011, Siquirres contaba con una población de 31 637 habitantes.
En este distrito se encuentra la mayor concentración demográfica del cantón y una de las mayores de la provincia.

## Localidades
- Barrios: Betania, Brooklin, Indiana Uno, INVU, María Auxiliadora, Palmiras, Quebrador, San Rafael, San Martín, Triunfo.
- Poblados: Amelia, Amistad, Bajo Tigre, Barnstorf, Calvario, Calle Tajo, Canadá, Cocal, Coco, Ganga, Guayacán, Indiana Dos, Indiana Tres, Lindavista, Livingston, Lucha, Milla 52, Moravia, Morazán, San Alberto Nuevo, San Alberto Viejo, San Alejo, San Joaquín.

## Transporte

### Carreteras
Al distrito lo atraviesan las siguientes rutas nacionales de carretera:
- Ruta nacional 10
- Ruta nacional 32
- Ruta nacional 806